# 贾罗德·金
贾罗德·金（英語：Jarrod King，1974年11月15日—），新西兰男子羽毛球运动员，主攻单打。他曾代表新西兰参加1998年英联邦运动会羽毛球比赛，获得男子团体铜牌。